# التهاب القولون القطعي المرافق لالتهاب الرتوج
التهاب القولون القطعي المرافق لالتهاب الرتوج «إس سي إيه دي» (بالإنجليزية: Segmental colitis associated with diverticulosis)‏ حالة تتصف بالتهاب موضع في القولون يعف عن المستقيم، ويترافق مع تشكل نتوءات أو جيوب كيسية الشكل في جدار القولون (التهاب الرتوج). يشمل هذا الداء التهابًا في القولون بين الرتوج (المخاطية بين الرتوج) ويعف عن فوهاتها على نقيض داء التهاب الرتوج، وقد يؤدي إلى ألم بطني في الربع السفلي الأيسر على وجه الخصوص مع نزيف مستقيمي متقطع وإسهال مزمن.
ما زال هذا الاضطراب مجهول السبب حتى الآن، لكنه قد يعود لإقفار قولوني أو ركود برازي أو تدل في المخاطية، وتتداخل العوامل المسببة له مع داء الأمعاء الالتهابي.
توجد أربعة أنماط من التهاب القولون القطعي المرافق لالتهاب الرتوج، وتُصنف تبعاً لمظهرها خلال تنظير القولون. يمتاز النمط A بإصابة الطيات الهلالية، وهو النمط الأكثر شيوعاً من المرض (52٪)، بينما يملك النمط B مظهراً مماثلاً لالتهاب القولون القرحي الخفيف إلى المعتدل (30.40٪)، ويشابه النمط C داء كرون (10.90٪)، ويبدي النمط D مظهرًا شبيهًا بالتهاب القولون القرحي الشديد، وهو الأقل شيوعاً (6.50٪).
يُشخص إس سي إيه دي بتنظير القولون، وقد تكون الفحوص الإضافية ضروريةً لنفي الأسباب الإنتانية لالتهاب القولون. ينبغي أن يشمل التقييم البحث عن الأسباب الأخرى لالتهاب القولون مثل الأسباب الدوائية (مثبطات نقاط التفتيش المورثية ومضادات الالتهاب غير الستيرويدية وغيرها).
تكون التحاليل المخبرية طبيعيةً عادةً عدا الارتفاع البسيط في تعداد كريات الدم البيضاء أحياناً، وقد يرتفع عيار الكالبروتكتين في البراز، وهو أحد واسمات التهاب القولون. لا يعد التصوير المقطعي للبطن إجراءً روتينيًا ضروريًا، لكنه قد يُظهر ثخانةً أو التهابًا في القولون القاصي (القولون السيني) مع التهاب رتوج مرافق.
قد تشمل المعالجة استخدام الصادات الحيوية والأمينوساليسيلات (ميسالامين) أو البريدنيزولون، وفي حالات نادرة يمكن اللجوء إلى الاستئصال الجراحي القطعي.
يملك الداء إنذارًا جيدًا على المدى البعيد رغم نقص البيانات المتاحة، ويتراوح معدل انتشاره بين 0.3-1.3%.

## الفسيولوجيا المرضية
ما يزال سبب التهاب القولون القطعي المرافق لالتهاب الرتوج مجهولًا، وتؤثر العديد من العوامل على تطور المرض مثل الإقفار الموضعي للقولون والركود البرازي وتدلي المخاطية. يتشارك هذا الداء في بعض الميزات مع داء الأمعاء الالتهابي مثل ارتفاع عيار العامل المنخر للورم ألفا (تي إن إف ألفا) خلال الطور الفعال من المرض وهبوط مستوياته خلال مرحلة الشفاء، وتتشابه طريقة تطور المرض في كلا الداءين.

## الأعراض والعلامات
يطور المرضى المصابون بالتهاب القولون القطعي المرافق لالتهاب الرتوج ألمًا ماغصًا في الربع السفلي الأيسر من البطن ونزفًا متقطعًا من المستقيم مع إسهال مزمن. يمثل النزف المستقيمي (التغوط المدمى) العرض الأكثر شيوعاً، وهو الشكوى الأساسية لدى أكثر من 70% من المصابين بالمرض.

## الأنماط
توجد أربعة أنماط من التهاب القولون القطعي المرافق لالتهاب الرتوج، وتصنف تبعًا للمظهر خلال تنظير القولون إلى:
- النمط A: يشمل الالتهاب الطيات الهلالية، وهو النمط الأكثر شيوعاً من الاضطراب (52%).
- النمط B: يملك مظهراً مماثلاً لالتهاب القولون القرحي الخفيف إلى المعتدل (30.40%).
- النمط C: يشابه داء كرون (10.90%).
- النمط D: يبدي مظهرًا مشابهًا لالتهاب القولون القرحي الشديد، وهو الأقل شيوعاً (6.50٪).

## التشخيص
يُشخص التهاب القولون القطعي المرافق لالتهاب الرتوج بتنظير القولون، ويُكشف صدفةً غالبًا في أثناء الفحص لأسباب أخرى. يُظهر تنظير القولون احمراراً في المخاطية التي قد تتصف بالهشاشة وإفراز النضحة. يشمل الداء عادةً القولون النازل والسيني، وتؤكد الخزعات المأخوذة من المنطقة المتضررة ومن منطقة المستقيم السليمة تشخيص المرض. تُظهر خزعات المناطق المصابة التهابًا مزمنًا بينما تبدي خزعات المستقيم مخاطيةً طبيعيةً.
من المهم تمييز هذا الاضطراب عن داء الأمعاء الالتهابي رغم صعوبة ذلك أحيانًا، إذ تظهر الخزعات موجودات نسيجيةً متطابقةً في الحالتين. يصيب التهاب القولون القرحي المستقيم عادةً ويشمل الالتهاب في داء الأمعاء الالتهابي مناطق من القولون لا تترافق مع التهاب في الرتوج. يجب تقييم الأسباب الأخرى لالتهاب القولون بما فيها الإنتانات والأسباب الدوائية وخصوصاً مضادات الالتهاب غير الستيرويدية.
تكون نتائج التحاليل المخبرية طبيعيةً عادةً رغم الارتفاع البسيط في تعداد كريات الدم البيضاء أحياناً، وقد يرتفع عيار الكالبروتكتين في البراز، وهو أحد واسمات التهابات الكولون. يساعد كالبروتكتين البراز في تمييز التهاب القولون القطعي المرافق لالتهاب الرتوج عن متلازمة القولون العصبي.
قد تظهر الفحوصات الشعاعية والتصوير المقطعي المحوسب للبطن التهابًا أو ثخانةً في القولون البعيد مع التهاب رتوج مرافق، وقد يظهر دليل على امتداد الالتهاب حول القولون (السبل الشحمية).